# Intendencia de Arauca
La intendencia de Arauca fue una antigua entidad territorial de Colombia que correspondía a la totalidad del hoy departamento de Arauca, ubicado al oriente de este país. Arauca fue elevada a esta categoría el 20 de enero de 1955 debido a la explotación petrolera que estaba tomando auge en la región, que llamó a colonos y gente de todo el país. Finalmente el 4 de julio de 1991 se erigió al Arauca en departamento, junto con las demás comisarías e intendencias de Colombia.

## División territorial
La intendencia del Arauca estaba conformada por los siguientes municipios, de acuerdo al censo del año 1964:
Arauca (7.695 hab.), Tame (9.796), Arauquita (1.562), Cravo Norte (2.408) y Puerto Rondón (2.417).